# Rafles sur la ville
Pour plus de détails, voir Fiche technique et Distribution.
Rafles sur la ville est un film français réalisé par Pierre Chenal et sorti en 1958.

## Synopsis
Après la mort d'un collègue et ami lors de l'évasion d'un truand dit Le Fondu, l'inspecteur Vardier a juré de le venger. Pour cela, il va manipuler le neveu du Fondu dit Le Niçois, un petit proxénète. Parallèlement Vardier va entamer une liaison avec Lucie, la femme de Gilbert Barrot, un inspecteur débutant. Le Niçois va balancer Le Fondu, mais ce dernier sentant le piège venir élimine froidement son neveu. Quand Lucie veut rompre avec Vardier, celui-ci va développer une jalousie maladive envers Gilbert. La police étant au courant du casse projeté par Le Fondu ils organisent une souricière, celle-ci tourne mal et Le Fondu se met à tirer, Vardier envoie alors Gilbert Barrot à sa poursuite croyant l'envoyer à la mort, Le Fondu tire mais c'est un autre collègue qui succombe. Finalement la maîtresse du Niçois vient balancer Le Fondu pour se venger du meurtre de son amant. Son repaire étant localisé, les policiers se rendent sur place, mais Le Fondu, sans nouvelle de Cricri, sa maîtresse se rend à Pigalle dans le cabaret où elle exerce. Ne supportant pas que sa maîtresse prenne ses distances, il va pour l’étrangler mais la jeune femme l’assomme. Le Fondu sera arrêté mais aura le temps de jeter une grenade dans le commissariat. Vardier se suicidera en faisant exploser la grenade sous son corps, tandis que Le Fondu sera abattu en tentant de s'échapper du commissariat.

## Fiche technique
- Titre : Rafles sur la ville
- Réalisation : Pierre Chenal, assisté de  Tony Aboyantz
- Scénario : d'après le roman éponyme d'Auguste Le Breton[1]
- Adaptation : Jean Ferry, Paul Andréota, Pierre Chenal
- Dialogue : Paul Andréota, Pierre Vial-Lesou
- Décors : Lucien Aguettand
- Photographie : Marcel Grignon
- Opérateur : Raymond Lemoigne
- Musique : Michel Legrand
- Chorégraphie : Jacques Ary
- Montage : Suzanne Rondeau
- Son : Pierre Désiré Bertrand
- Maquillage : Jean Ulysse
- Coiffures : Marc Blanchard
- Photographe de plateau : Walter Limot
- Script-girl : Alice Ziller
- Régisseur : André Chabrol
- Production : Metzger et Woog
- Chef de production : Robert Woog
- Directeur de production : Hugo Bénédek
- Distribution : Corona
- Tournage du 27 juin au 17 août 1957
- Lieux de tournage : Studios Photosonor et Franstudio
- Pays de production :  France
- Format : Pellicule 35mm, noir et blanc
- Durée : 82 minutes
- Genre : film policier
- Date de sortie : France - 15 janvier 1958

## Distribution
- Michel Piccoli : l'inspecteur Paul Vardier
- Charles Vanel : Léonce Pozzi dit « Le Fondu » un truand
- Bella Darvi : Cri-cri, la jeune maîtresse du « Fondu »
- François Guérin : l'inspecteur Gilbert Barot
- Danik Patisson : Lucie Barot, la femme de Gilbert
- Marcel Mouloudji : Lucien Donati dit « Le Niçois »
- Monique Tanguy : Lucienne Véron dite « Loulou »
- Jean Brochard : le commissaire René Brévet
- Georges Vitray : l'inspecteur Taillis
- Lucien Barjon : l'inspecteur Pandraz
- Jean-Jacques Lecot : l'inspecteur Falzer
- François Joux : l'inspecteur Muffieux
- Pierre Paulet : l'inspecteur Dufour
- Henri Allaume (crédité Henri Alleaume) : l'inspecteur Didier
- Paul Bonifas : l'inspecteur Renaud, l'archiviste
- Alain Reynaud-Fourton (crédité Allain Reynaud) : l'inspecteur Lebouvier
- Albert Rémy : Gus, un homme de main du « Fondu »
- Marcel Lupovici : Dédé, un homme de main du « Fondu »
- Albert Dinan (crédité Emile Dinan) : Emile, le patron du café
- Pierre Sergeol : Fernand, l'épicier
- Gina Manès : Marie, la prostituée au commissariat
- Alain Bouvette : Le Guen, dit "La Gambille", le pilleur de troncs d'églises
- Marie Grant (créditée Mary-Grant) : l'infirmière de l'hôpital Sainte-Anne
- Alfred Goulin (crédité Alfred Goulain) : le gendarme devant la chambre à l'hôpital Sainte-Anne
- Franck Maurice : un agent de police à l'entrée de l'hôpital Saint-Anne
- Michel Nastorg : le directeur de l'hôpital Sainte-Anne
- Daniel Mendaille : l'aubergiste de Lagny-sur-Marne
- Lucien Raimbourg : Truffaut, le joueur de cartes à l'auberge
- Georges Douking : le forcené armé
- Michel Vocoret (figuration) : un voisin du forcené
- Henri Coutet : un voisin du forcené
- Marie Glory (créditée Mary Glory) : la patronne du bistrot
- Gaby Basset : l'habilleuse de Cri-Cri
- Jany Clair : Pauline Robert
- Jacques Morlaine : le chauffeur de Vardier
- Gabriel Gobin : le gardien du garage
- André Chanu : le speaker
- Renée Passeur : la joueuse de poker
- Fulbert Janin : un joueur de poker
- Jack Ary
- Agnès Alma
- Paul Demange (rôle coupé au montage)[2]
- Les 4 Calypsos : l'attraction